# Carl Otto Evers
Carl-Otto Magnus Evers, född 8 september 1943 i Örgryte församling, Göteborg, är en svensk dramatiker och regissör, och gift med konstnären Ewa Evers. Han har skrivit och regisserat ett 30-tal radiopjäser för SR P1, samt gjort ett 50-tal scenuppsättningar på olika regionteatrar, Göteborgs Stadsteater, Folkteatern, Göteborg, Riksteatern Sveriges Television, samt för Teater Fem och andra fria grupper. Han är också guide vid Nordiska Akvarellmuseet i Skärhamn.

## Priser och utmärkelser
- 2011 - Gustaf Fröding-sällskapets hedersmedalj